# Amédée ou Comment s'en débarrasser
Pour les articles homonymes, voir Amédée.
 (mai 2016).
Si vous disposez d'ouvrages ou d'articles de référence ou si vous connaissez des sites web de qualité traitant du thème abordé ici, merci de compléter l'article en donnant les références utiles à sa vérifiabilité et en les liant à la section « Notes et références ».
Amédée ou Comment s'en débarrasser est une comédie en trois actes d'Eugène Ionesco, créée à Paris, au théâtre de Babylone, le 10 avril 1954.
L'essentiel de l'histoire est repris dans un bref récit, Oriflamme, publié en 1962 dans le recueil La Photo du colonel. Cette version laisse de côté les ambiguïtés de la pièce.

## Argument
Un couple, Amédée et Madeleine, vit depuis 15 ans dans l'obsession du secret que renferme la chambre d'à côté. Amédée n'arrive plus à écrire et Madeleine s'est vue obligée à prendre du travail. Une paire de jambes énormes surgit de la porte d'à côté et révèle qu'un cadavre bien particulier était caché derrière. Ce défunt aurait attrapé la maladie incurable des morts : « la progression géométrique » et grandit inexorablement. Le couple s'affaire autour des jambes qui s'allongent par à-coups à travers la scène. Poussé par Madeleine, Amédée prend la décision de s'en débarrasser. Au troisième acte Amédée, portant un cadavre dégonflé, rencontre un soldat américain, puis surgissent les policiers. Amédée s'échappe en s'élevant dans l'air avec son cadavre magique, non sans avoir lancé d'en haut quelques répliques.
Un final quelque peu différent a été écrit pour la création : l'échappée d'Amédée n'est pas montrée, mais seulement commentée par les personnages qui l'observent.

## Personnages
- Amédée, la quarantaine, écrivain dramatique[4] ;
- Madeleine, son épouse ;
- Mado, deux soldats, deux sergents de ville, le facteur, le patron de bistrot, un homme et une femme à leur fenêtre.
- Les doubles d'Amédée et de Madeleine apparaissent dans une courte scène.

## Distribution de la création
- Lucien Raimbourg : Amédée
- Yvonne Clech : Madeleine
- Dominique Dullin : Mado / une fille
- Pierre Latour: le facteur
- Jean Martin : premier soldat américain
- Jean Latour : premier sergent de ville
- Sergio Gerstein : deuxième sergent de ville
- Jacques David : un homme à la fenêtre
- Janine Souchon : une femme à la fenêtre

Mise en scène : Jean-Marie Serreau
Décors : Jacques Noël
Musique : Pierre Barbaud
Direction musicale : Jean-Wilfrid Garrett

## Analyse
Amédée est la première pièce de Ionesco considérée par son auteur comme une comédie. C’est aussi sa première pièce en 3 actes. Geneviève Serreau note que Madeleine  est le premier personnages ayant une dimension psychologique, dans le sens conventionnel du terme.
Cette pièce peut être considérée comme la première pièce comportant des traits autobiographiques.

## Adaptations françaises
- 1954 : mise en scène Jean-Marie Serreau, Théâtre de Babylone[1]
- 1978 : mise en scène Mario Franceschi et Alexandre Connor, Lucernaire Forum, Théâtre Noir[7]
- 1983 : mise en scène Jean Guichard, Théâtre des pays de Loire[8]
- 1986 : mise en scène Etienne Bierry, Théâtre de Poche Montparnasse[9]
- 2008 : mise en scène Roger Planchon, Théâtre national Populaire[10],[11]